# Osmiu
Osmiu (Os; provine din ὀσμή (osmḗ) din greaca veche, ceea ce înseamnă 'miros') este un element chimic cu caracter metalic din grupa a VIII-a, număr atomic 76, masa atomică 190,2; structura straturilor electronice exterioare 5d66s2, valența II, III, IV, VI, VIII. În natură se găsește aliat cu iridiul. 
Metal alb-argintiu, d 22,70, punct de topire 2.727 °C, punct de fierbere 4.230 °C, duritate 7. Prezintă o activitate chimică redusă. Sub forma de pulbere se oxidează lent la aer, la temperatură obișnuită cu formare de OsO4. Nu este atacat de nici un acid (nici chiar de apa regală). Intră în compoziția unor aliaje alături de alte Metale Platinice. Osmiul este cel mai dens element din tabelul periodic.